# لاري ستارك
لاري ستارك (بالإنجليزية: Larry Stark)‏ هو صحفي أمريكي، ولد في 4 أغسطس 1932.